# کونوهانا، اوساکا

بخش کونوهانا، اوساکا (به ژاپنی: 此花区 Konohana-ku) یکی از مناطق ۲۴ گانه اوساکا در ژاپن است.